# Babuljaš Veli (Žut)
Babuljaš Veli je nenaseljeni otok na istoku Kornatskog otočja, u Sitskom kanalu. Najbliži otok je Babuljaš Mali, 280 metara sjeverozapadno, a Žut je 1.7 km zapadno.
Površina otoka je 0,0096 km2, duljina obalne crte 387 m, a visina 17 metara.

## Vanjske poveznice
|  | Zajednički poslužitelj ima još gradiva o temi Babuljaš Veli (Žut) |